# Parodius
Parodius é uma série de jogos de videogame produzida pela Konami para diversas plataformas. O estilo da série é o tradicional "shooter" ou "nave espacial", com tela em horizontal.
O primeiro jogo da série foi lançado em 1988 para o console MSX. Como o próprio título insinua, Parodius se trata de uma paródia de Gradius, mas não se restringe a isso. Durante os jogos é possível observar paródias de outras séries da Konami, como Castlevania, Ganbare Goemon, Lethal Enforcers, Puzzle Dama, Thunder Cross, Tokimeki Memorial, Sunset Riders, Pop 'n' Music, Rakuga Kids, Rocket Knight Adventures, Contra, Space Manbow, Mitsumete Knight, The Adventures of Bayou Billy, Twinbee e Xexex, entre outros, para citar alguns.
| Ano  | Título                                | Nome do jogo em japonês                    | Plataforma original | Fontes        |
| ---- | ------------------------------------- | ------------------------------------------ | ------------------- | ------------- |
| 1988 | Parodius: The Octopus Saves the Earth | Parodiusu: Tako wa Chikyū o Sukū           | MSX                 | [ 2 ] [ 4 ]   |
| 1990 | Parodius! From Myth to Laughter       | Parodiusu Da! Shinwa kara Owarai           | Arcade              | [ 5 ] [ 6 ]   |
| 1994 | Fantastic Journey                     | Gokujō Parodiusu - Kako no Eikō o Motomete | Arcade              | [ 7 ]         |
| 1995 | Jikkyō Oshaberi Parodius              | Jikkyō Oshaberi Parodiusu                  | Super Famicom       | [ 8 ]         |
| 1996 | Sexy Parodius                         | Sekushī Parodiusu                          | Arcade              | [ 9 ]         |
| 1997 | Paro Wars                             | Parowōzu                                   | Playstation         | [ 10 ] [ 11 ] |